# Stradivari La Pucelle
Lo Stradivari La Pucelle,  noto anche come La Vergine, è un antico violino costruito nel 1709 dal liutaio italiano Antonio Stradivari di Cremona.

## Etimologia
Fu il commerciante, liutaio ed artigiano parigino Jean-Baptiste Vuillaume a dare il nome allo strumento. A metà del XIX secolo Vuillaume smontò lo strumento per la manutenzione e osservò, con suo grande stupore, che il violino era rimasto intatto da quando aveva lasciato il laboratorio di Stradivari. Esclamò, "C'est comme une pucelle!" ("È come una vergine"!) Il nome gli rimase incollato e da allora è sempre stato il nome del violino.

## Storia e provenienza
"Ha davvero un'incredibile purezza di suono, ma una purezza unita ad un'ampiezza incredibile. Penso che sia come un raggio di luce molto forte e molto ampio.... Non ho mai visto un altro violino simile."
— Il violinista canadese James Ehnes, 27 novembre 2008
Jean-Baptiste Vuillaume lavorò la parte terminale della cordiera dello strumento scolpita con l'immagine di una donna in armatura, Giovanna d'Arco, la vergine guerriera conosciuta come "La Pucelle d'Orléans". Vuillaume creò anche i pioli elaboratamente intagliati dello strumento.
Secondo il celebre esperto di violino Charles Beare, La Vergine è il primo esempio degli strumenti che formano il "Periodo d'oro" di Stradivari, il modello pilota.
Il violino è attualmente di proprietà del collezionista David L. Fulton. Lo definisce uno degli oggetti più belli della sua collezione e lo considera uno dei migliori strumenti Stradivari negli Stati Uniti. Ha descritto La Pucelle come privo di crepe, ritocchi, angoli o bordi logori. Un tempo era di proprietà dell'ereditiera Huguette Clark, alla quale era stato donato in occasione del suo cinquantesimo compleanno nel giugno del 1956 da sua madre Anna. La Clark vendette il violino a Fulton nel 2001 con un contratto che avrebbe nascosto l'identità del venditore per 10 anni.